# Tricentrus marginata
Tricentrus marginata är en insektsart som beskrevs av Kato 1928. Tricentrus marginata ingår i släktet Tricentrus och familjen hornstritar. Inga underarter finns listade i Catalogue of Life.